# Paňa
Paňa (Hongaars: Nemespann) is een Slowaakse gemeente in de regio Nitra, en maakt deel uit van het district Nitra. Paňa telt 332 inwoners.